# Милош Милојевић (фудбалер)
Милош Милојевић (Књажевац, 29. септембар 1982) је српски фудбалски тренер.

## Играчка каријера
Милојевић је фудбал почео да тренира у родном Књажевцу, у ФК Тимочанин. Годину и по дана је био у Радничком из Ниша, а затим је три сезоне провео у млађим категоријама Црвене звезде где му је тренер био Дуле Савић. Вратио се затим у нишки Раднички, али није добијао прилику у сениорском саставу па је играо и на позајмици у градском ривалу Железничару. Уследио је повратак у Београд где је заиграо за Млади Обилић у Српској лиги. Након тога је највећи део играчке каријере провео у Тимоку из Зајечара, са којим је играо у другом рангу такмичења. Један период је провео и у Бежанији након чега је отишао на Исланд где је остао до краја каријере, променивши притом неколико клубова.

## Тренерска каријера
Тренерску каријеру започео је у Викингуру из Рејкјавика, а на Исланду је радио још у Брејдаблику. Као тренер стекао је афирмацију када је шведски Мјалби увео из треће у прву лигу, после чега је стигао у Црвену звезду као помоћни тренер.
По одласку из Звезде, предводио је шведски Хамарби и Малме. Као асистент у Црвеној звезди освојио је две титуле и купове, док је са Малмеом освојио шведски куп.
Први тренер Црвене звезде је постао 26. августа 2022. године када је на том месту заменио Дејана Станковића.

## Успеси

### Тренер
Мјалби
- Друга лига Шведске: 2019.

Малме
- Куп Шведске: 2021/22.

Црвена звезда
- Суперлига Србије : 2022/23.
- Куп Србије : 2022/23.

## Статистика
Ажурирано  19 мај 2023 .
| Викингур        | Исланд          | јул 2015        | мај 2017        | 50  | 22  | 11 | 17 | 044,00 |
| Брејдаблик      | Исланд          | мај 2017        | октобар 2017    | 18  | 8   | 3  | 7  | 044,44 |
| Мјалби          | Шведска         | јун 2018        | децембар 2019   | 49  | 32  | 9  | 8  | 065,31 |
| Хамарби         | Шведска         | јун 2021        | децембар 2021   | 28  | 15  | 6  | 7  | 053,57 |
| Малме           | Шведска         | јануар 2022     | јул 2022        | 25  | 15  | 4  | 6  | 060,00 |
| Црвена звезда   | Србија          | август 2022     |                 | 40  | 31  | 5  | 4  | 077,50 |
| Каријера укупно | Каријера укупно | Каријера укупно | Каријера укупно | 210 | 123 | 38 | 49 | 058,57 |